# 箱根崎站
箱根崎站（日语：／ Hakonegasaki eki */?）是一個位於東京都西多摩郡瑞穗町大字箱根崎，屬於東日本旅客鐵道（JR東日本）八高線的鐵路車站。

## 車站結構
島式月台1面2線的地面車站，設有跨站式站房。月台與閘口之間設有扶手電梯與升降機聯絡。候車室位於月台樓梯下，設有空調設備。另外，出入口與大堂也設有扶手電梯、升降機聯絡。

### 月台配置
| 月台 | 路線            | 方向 | 目的地                 | 備註                  |
| ---- | --------------- | ---- | ---------------------- | --------------------- |
| 1    | ■八高線         | 上行 | 拜島、八王子方向       | 一部分列車停靠2號月台 |
| 2    | ■八高線、川越線 | 下行 | 高麗川、高崎、川越方向 | 高崎方向在高麗川轉乘  |

（來源：JR東日本:車站構內圖 （页面存档备份，存于））

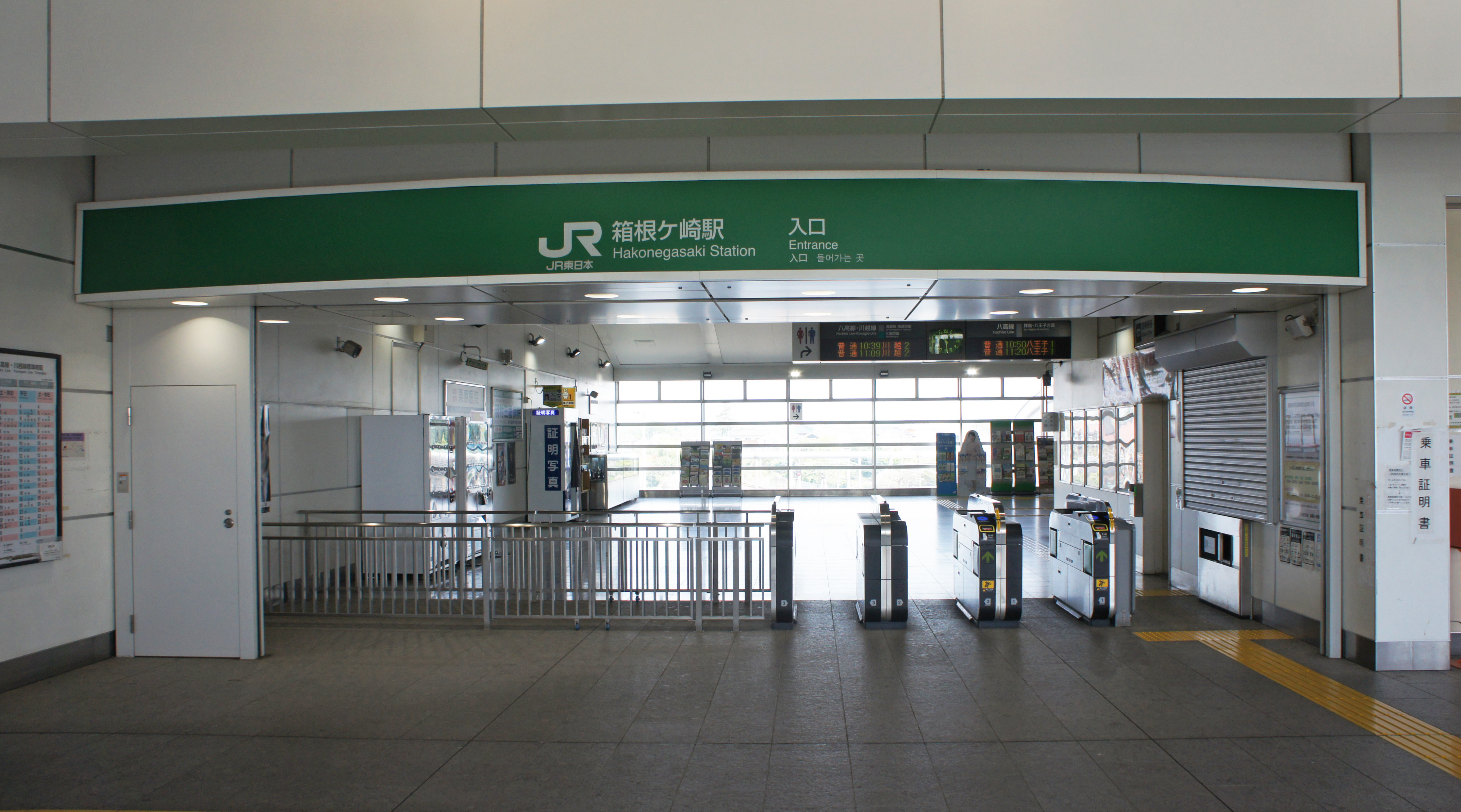
閘口（2021年4月）
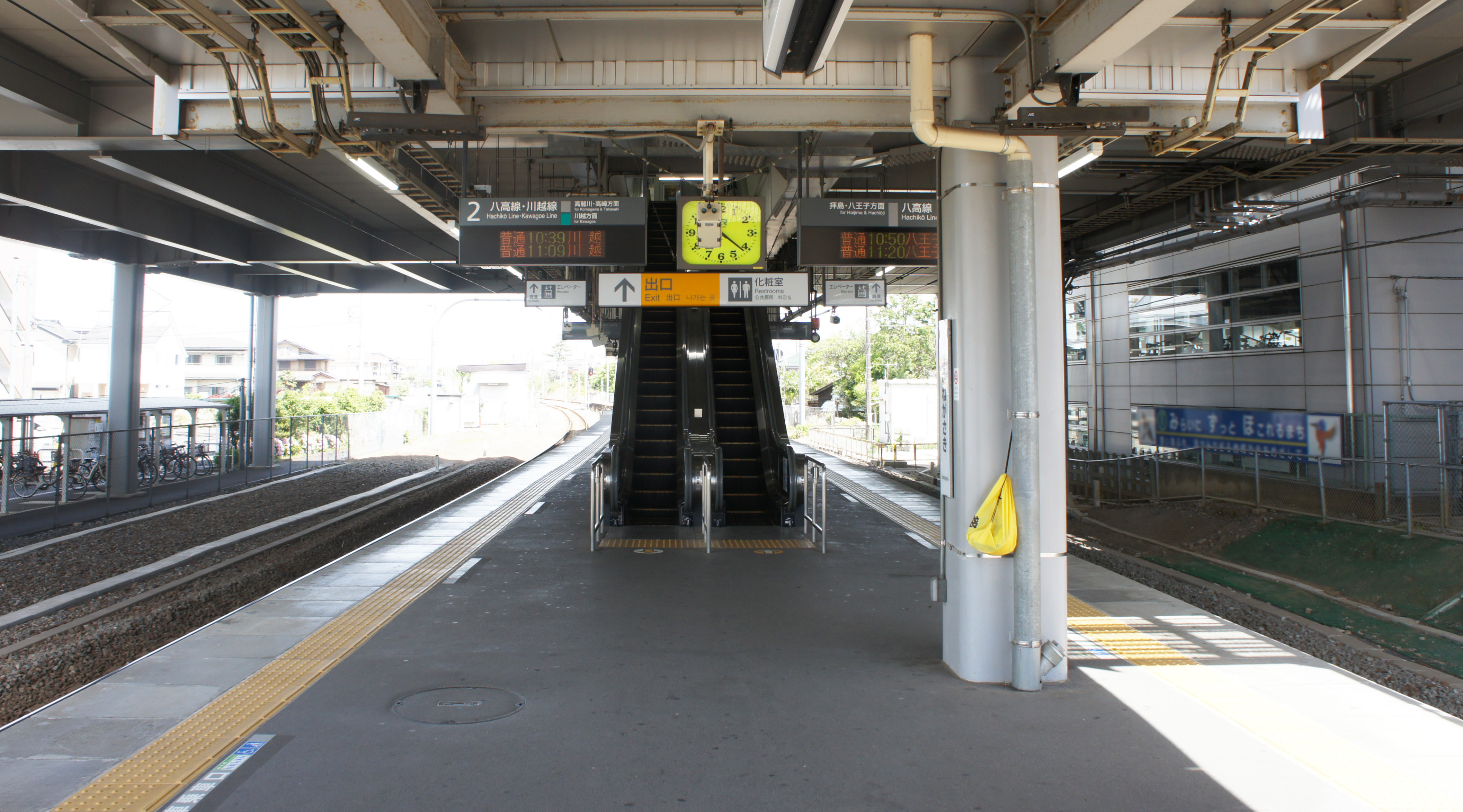
月台（2021年4月）

## 使用情況
2019年（令和元年）度的1日平均上車人次為4,384人。近年的推移如下表。
| 年度               | 1日平均 上車人次 | 來源     |
| ------------------ | ---------------- | -------- |
| 1990年（平成02年） | 3,534            | [ * 1 ]  |
| 1991年（平成03年） | 3,653            | [ * 2 ]  |
| 1992年（平成04年） | 3,699            | [ * 3 ]  |
| 1993年（平成05年） | 3,852            | [ * 4 ]  |
| 1994年（平成06年） | 3,737            | [ * 5 ]  |
| 1995年（平成07年） | 3,626            | [ * 6 ]  |
| 1996年（平成08年） | 3,825            | [ * 7 ]  |
| 1997年（平成09年） | 3,788            | [ * 8 ]  |
| 1998年（平成10年） | 3,825            | [ * 9 ]  |
| 1999年（平成11年） | 3,828            | [ * 10 ] |
| 2000年（平成12年） | 3,756            | [ * 11 ] |
| 2001年（平成13年） | 3,757            | [ * 12 ] |
| 2002年（平成14年） | 3,890            | [ * 13 ] |
| 2003年（平成15年） | 3,768            | [ * 14 ] |
| 2004年（平成16年） | 3,766            | [ * 15 ] |
| 2005年（平成17年） | 3,851            | [ * 16 ] |
| 2006年（平成18年） | 3,887            | [ * 17 ] |
| 2007年（平成19年） | 3,980            | [ * 18 ] |
| 2008年（平成20年） | 4,054            | [ * 19 ] |
| 2009年（平成21年） | 4,036            | [ * 20 ] |
| 2010年（平成22年） | 4,107            | [ * 21 ] |
| 2011年（平成23年） | 4,112            | [ * 22 ] |
| 2012年（平成24年） | 4,264            | [ * 23 ] |
| 2013年（平成25年） | 4,383            | [ * 24 ] |
| 2014年（平成26年） | 4,372            | [ * 25 ] |
| 2015年（平成27年） | 4,419            | [ * 26 ] |
| 2016年（平成28年） | 4,395            | [ * 27 ] |
| 2017年（平成29年） | 4,408            | [ * 28 ] |
| 2018年（平成30年） | 4,490            | [ * 29 ] |
| 2019年（令和元年） | 4,384            |          |

## 相鄰車站
東日本旅客鐵道（JR東日本）
■八高線
東福生－箱根崎－金子

### 使用情況
1. ↑  東京都統計年鑑 （页面存档备份，存于） - 東京都

JR東日本2000年度以後上車人次
1. ↑  各駅の乗車人員（2000年度） （页面存档备份，存于） - JR東日本
2. ↑  各駅の乗車人員（2001年度） （页面存档备份，存于） - JR東日本
3. ↑  各駅の乗車人員（2002年度） （页面存档备份，存于） - JR東日本
4. ↑  各駅の乗車人員（2003年度） （页面存档备份，存于） - JR東日本
5. ↑  各駅の乗車人員（2004年度） （页面存档备份，存于） - JR東日本
6. ↑  各駅の乗車人員（2005年度） （页面存档备份，存于） - JR東日本
7. ↑  各駅の乗車人員（2006年度） （页面存档备份，存于） - JR東日本
8. ↑  各駅の乗車人員（2007年度） （页面存档备份，存于） - JR東日本
9. ↑  各駅の乗車人員（2008年度） （页面存档备份，存于） - JR東日本
10. ↑  各駅の乗車人員（2009年度） （页面存档备份，存于） - JR東日本
11. ↑  各駅の乗車人員（2010年度） （页面存档备份，存于） - JR東日本
12. ↑  各駅の乗車人員（2011年度） （页面存档备份，存于） - JR東日本
13. ↑  各駅の乗車人員（2012年度） （页面存档备份，存于） - JR東日本
14. ↑  各駅の乗車人員（2013年度） （页面存档备份，存于） - JR東日本
15. ↑  各駅の乗車人員（2014年度） （页面存档备份，存于） - JR東日本
16. ↑  各駅の乗車人員（2015年度） （页面存档备份，存于） - JR東日本
17. ↑  各駅の乗車人員（2016年度） （页面存档备份，存于） - JR東日本
18. ↑  各駅の乗車人員（2017年度） （页面存档备份，存于） - JR東日本
19. ↑  各駅の乗車人員（2018年度） （页面存档备份，存于） - JR東日本
20. ↑  各駅の乗車人員（2019年度） （页面存档备份，存于） - JR東日本

東京都統計年鑑
1. ↑  .   [2020-07-31]. （原始内容存档于2016-03-05）.
2. ↑  .   [2020-07-31]. （原始内容存档于2016-03-05）.
3. ↑  .   [2018-02-08]. （原始内容存档于2013-08-15）.
4. ↑  .   [2018-02-08]. （原始内容存档于2013-02-03）.
5. ↑  .   [2018-02-08]. （原始内容存档于2013-02-03）.
6. ↑  .   [2018-02-08]. （原始内容存档于2013-02-03）.
7. ↑  .   [2018-02-08]. （原始内容存档于2013-02-03）.
8. ↑  .   [2018-02-08]. （原始内容存档于2016-03-04）.
9. ↑  東京都統計年鑑（平成10年）PDF
10. ↑  東京都統計年鑑（平成11年）PDF
11. ↑  .   [2020-07-31]. （原始内容存档于2016-03-04）.
12. ↑  .   [2020-07-31]. （原始内容存档于2016-03-04）.
13. ↑  .   [2020-07-31]. （原始内容存档于2017-07-29）.
14. ↑  .   [2020-07-31]. （原始内容存档于2017-07-29）.
15. ↑  .   [2020-07-31]. （原始内容存档于2017-07-29）.
16. ↑  .   [2020-07-31]. （原始内容存档于2017-07-29）.
17. ↑  .   [2020-07-31]. （原始内容存档于2017-07-29）.
18. ↑  .   [2020-07-31]. （原始内容存档于2017-07-29）.
19. ↑  .   [2020-07-31]. （原始内容存档于2017-07-29）.
20. ↑  .   [2020-07-31]. （原始内容存档于2016-03-26）.
21. ↑  .   [2020-07-31]. （原始内容存档于2016-03-27）.
22. ↑  .   [2020-07-31]. （原始内容存档于2016-03-25）.
23. ↑  .   [2020-07-31]. （原始内容存档于2016-03-27）.
24. ↑  .   [2020-07-31]. （原始内容存档于2016-03-22）.
25. ↑  .   [2020-07-31]. （原始内容存档于2017-07-30）.
26. ↑  .   [2020-07-31]. （原始内容存档于2018-11-09）.
27. ↑  .   [2020-07-31]. （原始内容存档于2019-05-02）.
28. ↑  .   [2020-07-31]. （原始内容存档于2019-12-03）.
29. ↑  .   [2020-07-31]. （原始内容存档于2020-08-04）.

## 外部連結
- 車站資訊（箱根崎）：東日本旅客鐵道